# Danh sách câu lạc bộ bóng đá ở Đảo Giáng Sinh
Đây là danh sách các câu lạc bộ bóng đá ở Đảo Giáng Sinh.
- Casino Royales
- Drumsite Olympic
- Kampong Rangers
- Southpoint Wanderers

Bản mẫu:Bóng đá Đảo Giáng Sinh